# Ixbóixet
Segons l'Antic Testament, Ixbóixet o Ixbaal (en hebreu איש-בשת בן-שאול Ishba'al ben Sha'ul) va ser el fill i successor de Saül al regne d'Israel. El seu regnat va durar dos anys segons la Bíblia, o 7 anys i mig segons alguns estudiosos.
Ixbóixet pertanyia a la tribu de Benjamí i era fill del rei d'Israel Saül i la seva esposa Ahinòam. En aquells temps els israelites estaven en guerra amb els filisteus. A la batalla de Guilboa, van morir-hi Saül i tres dels seus fills: el primogènit Jonatan, Abinadab i Malquixua.
Després de la batalla, el general de Saül, Abner, va proclamar Ixbóixet de 40 anys rei d'Israel però a Hebron, la tribu de Judà va coronar rei de Judà a David, cunyat d'Ixbóixet. D'aquesta manera el regne d'Israel es va dividir en dues parts.
Al cap de poc, es van trobar a una font de Gabaon dotze benjaminites favorables a Ixbóixet i dotze seguidors de David. Tots van morir, aleshores l'exèrcit de David i l'exèrcit d'Abner, general d'Ixbóixet, van lliurar una duríssima batalla en què van morir dinou homes de David i tres-cents setanta fidels a Ixbóixet. La guerra civil va durar dos anys en què la Casa de Saül s'anava debilitant i la Casa de David anava guanyant adeptes.
Un dia, Ixbóixet va saber que el seu general Abner havia estat mort per homes de David en estranyes circumstàncies a Hebron on havia anat en secret. Aleshores va veure que ho tenia tot perdut.
Quedaven com a caps de l'exèrcit d'Ixbóixet, Recab i Baanà, fills del beerotita Rimmon, que van entrar a la cambra del rei d'Israel mentre feia la migdiada. El van decapitar i es van endur el cap dins una gerra cap a Hebron, on vivia el rei de Judà David. Aquest, en veure-ho, els va fer executar i va enterrar el cap d'Ixbóixet al sepulcre del general Abner.
El següent membre de la Casa de Saül a reclamar el tron d'Israel va ser Mefibóixet, fill de Jonatan i nebot d'Ixbóixet, que va aprofitar la sublevació d'Absalom contra el seu pare David. En fracassar la revolta, però, va demanar perdó al Rei David i va tornar al seu costat.